# NGC 4827
NGC 4827 est une vaste galaxie lenticulaire située dans la constellation de la Chevelure de Bérénice. Sa vitesse par rapport au fond diffus cosmologique est de 7 861 ± 19 km/s, ce qui correspond à une distance de Hubble de 115,9 ± 8,1 Mpc (∼378 millions d'al). NGC 4827 a été découverte par l'astronome germano-britannique William Herschel en 1785.
À ce jour, trois mesures non basées sur le décalage vers le rouge (redshift) donnent une distance de 118,667 ± 8,145 Mpc (∼387 millions d'al), ce qui est à l'intérieur des valeurs de la distance de Hubble.

## Groupe de NGC 4889
NGC 4827 fait partie du groupe de NGC 4889, la galaxie la plus brillante de ce groupe. Ce groupe de galaxies compte au moins 18 membres. Les autres galaxies du groupe sont NGC 4789, NGC 4807, NGC 4816, NGC 4819, NGC 4839, NGC 4841, NGC 4848, NGC 4853, NGC 4874, NGC 4889, NGC 4895, NGC 4911, NGC 4926, NGC 4944, NGC 4966, NGC 4841A et UGC 8017 (noté 1250+2839 dans l'article de Mahtessian pour CGCG 1250.4+2839).
Steinicke donne la désignation DRCG 27-.. à dix des galaxies du groupe de NGC 4889 : NGC 4839, NGC 4841, NGC 4841A, NGC 4848, NGC 4853, NGC 4844, NGC 4889, NGC 4895, NGC 4911 et NGC 4926. Cette désignation indique que ces galaxies figure au catalogue des amas galactiques d'Alan Dressler. Le nombre 27 correspond au 27 amas du catalogue, soit Abell 1656 (l'amas de la Chevelure de Bérénice), et les chiffres suivant 27 et le tiret indiquent le rang de la galaxie dans la liste.
La désignation ABELL 1656:[GMP83] 5279 par la base de données NASA/IPAC indique aussi que NGC 4827 est aussi un membre d'Abell 1656 et donc de l'amas de la Chevelure de Bérénice. Elle figure dans le catalogue de Godwin, Metcalfe et Peach publié en 1983.